# Fédération française de vol libre
La Fédération française de Vol Libre (FFVL) est une association française loi de 1901 fondée le 12 mai 1974. Elle gère par délégation ministérielle officielle six activités principales (et disciplines associées) : le deltaplane, le parapente, le cerf-volant, le kite terrestre (snowkite et landkite), le speed riding et le boomerang. En 2021, elle compte 43 188 licenciés (+12,6% par rapport à 2020. En tant que fédération agréée, elle accueille aussi les licenciés de kitesurf.
Pour la découvrir de façon plus précise : https://federation.ffvl.fr/

## Histoire
En 1974, la FFVL est fondée pour structurer le développement du deltaplane. En 1986, elle intègre la délégation pour le parapente, jusque-là assumée par la Fédération française de parachutisme.
En 2002, les activités aérotractées (snowkite, landkite, kitesurf) sont reconnues par le ministère des sports et confiées à la FFVL.
En 2012, le boomerang est intégré. Début 2017, la délégation pour le kitesurf est remise à la Fédération française de voile par le ministère des sports dans la perspective d'une reconnaissance olympique pour 2020. Ce faisant, le ministère introduit une coupure à l'intérieur d'un même sport : le kite est du kite sur toutes les surfaces. La FFVL continuera à assurer à accompagner les kiteurs pour le développement de cette activité (fédérer les clubs, actions avec les écoles sur la formation, défense des sites, compétitions diverses n'entrant pas dans le champ de la délégation qui ne concerne que la délivrance des titres de champions de France.

## Rôle de la FFVL
Elle a pour objectifs :
- d'organiser, de diriger et de promouvoir la pratique du vol libre pour ses pratiquants licenciés ;
- de soutenir, coordonner et contrôler l'action des associations qui lui sont affiliées ;
- d'organiser et structurer la compétition des disciplines du vol libre par délégation de l'État ;
- de gérer l'enseignement spécifique, par la création d'un label « École Française de Vol Libre » (EFVL) les écoles en faisant la demande doivent adhérer à la charte EFVL ; elle délivre aussi un label aux écoles de kite : EFK
- améliorer la sécurité, et ce par l'intermédiaire de la Commission Technique Sécurité (CTS) qui est chargée entre autres d'un laboratoire de tests et de l'harmonisation sécuritaire au niveau européen ;
- de créer et de pérenniser les sites (atterrissages et décollages, sites de kite), elle intervient aussi pour préserver l'espace aérien.
- d'étudier les règlements et programmes sportifs, en se plaçant comme l'intermédiaire vol libre auprès du ministère de la Jeunesse et des Sports ;
- de représenter le vol libre français dans le monde, en particulier dans les discussions avec les fédérations étrangères.

## Conditions particulières
La délivrance d’une première licence est subordonnée à la production d’un certificat médical de non contre-indication à la pratique de l’activité choisie. L’apprentissage du vol libre peut débuter dès quatorze ans et avec autorisation parentale pour les mineurs. Pas de restriction d’âge pour la pratique du cerf-volant y compris de traction (kite). Pour voler, une assurance responsabilité civile couvrant le vol libre est obligatoire.
Avant le décollage ou la glisse, tout pilote soucieux de sa sécurité doit prendre en compte son état physique, son niveau de pratique et les conditions naturelles. Tout pratiquant responsable s’oblige à respecter les règles du vol à vue, la fréquentation des zones autorisées, des distances de sécurité et autres consignes élémentaires propres à chaque discipline.